# Віктор Г'юґо Ґрін
Віктор Г'юґо Ґрін (англ. Victor Hugo Green; нар. 9 листопада 1892, Мангеттен — пом. 16 жовтня 1960, Нью-Йорк) — американський поштовий службовець, письменник та турагент з Гарлему (Нью-Йорк). Найбільш відомий як автор «Зеленої книги» — путівника для чорношкірих автомобілістів, який видавався в США з 1936 по 1966 роки.

## «Зелена книга»
У період публікації «Зеленої книги» вибір місця ночівлі, ресторану та навіть автозаправних станцій був обмеженим для чорношкірих не тільки у південних штатах, а й за їх межами. Спочатку путівник видавався під назвою «The Negro Motorist Green Book» («Зелена книга негритянського автомобіліста»), а потім «The Negro Travelers' Green Book» («Зелена книга чорношкірих мандрівників»). Ґрін публікував огляди готелів та ресторанів, які ведуть бізнес з афроамериканцями за часів дії в Сполучених Штатах «Законів Джима Кроу» та расової сегрегації. Наклад його видання щорічно становив близько 15 000 примірників.
У 1930-х роках Ґрін почав свою працю зі збору даних про крамниці, мотелі та автозаправні станції в районі Нью-Йорка, які готові були працювати з чорношкірими мандрівниками, і вже у 1936 році опублікував перший путівник. Аналогічні путівники мали попит у євреїв, які також стикалися з дискримінацією під час поїздок. Путівник Ґріна був настільки популярний, що автор згодом розширив його географію, охопивши нові маршрути в Північній Америці. 
Після відходу з поштової служби Ґрін продовжив працювати над оновленням «Зеленої книги». Крім того, йому вдалося організувати власний бізнес, пов'язаний з туристичним агентством, яке відкрив у 1947 році.

## У популярній культурі
- «Зелена книга» — п'єса Келвіна Александра Ремзі, що складається з двох дій, вперше поставлена 15 вересня 2010 року в театрі Лінкольна у Вашингтоні, округ Колумбія[5]; згодом у 2011 році представлена в Атланті, штат Джорджія[6].
- «The Dresser Trunk Project» (2007) — пересувна виставка присвячена подорожам чорношкірих за часів сегрегації, організована Вільямом Дерілом Вільямсом, директором школи архітектури та дизайну інтер'єру Університету Цинциннаті.
- «Зелена книга» — художній фільм 2018 року.